# Chronicon Gradense
Beim Chronicon Gradense handelt es sich um eine der ältesten Quellen Venedigs. Grundlage war der Codex H, V, 44 in der Bibliothek des Seminario Patriarcale in Venedig. Georg Heinrich Pertz besorgte 1846, unter Hinzuziehung der vatikanischen Kodizes Urbinate 440 (Anfang 11. Jahrhundert), Vaticano 5269 (1. Hälfte 13. Jahrhundert) und des Marciano Latino X, 141 (Ende 15. Jahrhundert) die Edition. Pertz schrieb sie irrigerweise dem Johannes Diaconus als Verfasser zu.
Der erste Teil ist möglicherweise von zwei Schreibern zusammengetragen worden, und erst später sollte daraus ein Gesamtwerk entstehen. Dabei standen Torcello und die Entwicklung des Patriarchats von Grado im Mittelpunkt. Der zweite Teil besteht aus der Chronica de singulis patriarchis Nove Aquileie, doch wurde nicht aus dem diesem zugrundeliegenden Codex Barberini abgeschrieben, denn im Chronicon Gradense fehlt der lange Abschnitt über den häretischen Patriarchen Fortunatus. Nach Giovanni Monticolo ergibt diese Auslassung aber im Zusammenhang des Gradense keinen Sinn. Zudem ist die vatikanische Handschrift akkurater, während die Barberini-Handschrift zu erkennen gibt, dass beim Abschreiben nicht immer der Sinn des Textes verstanden worden ist. Darüber hinaus übernahm der Verfasser des Chronicon Gradense nicht die Liste der Patriarchen bis hin zu Orso Orseolo, was darauf hinweisen könnte, dass diese im Barberini-Codex erst später eingefügt wurde. Schließlich ist von Venerius bis Vitalis dem Jüngeren jeweils die Begräbnisstätte angegeben, während sie danach fehlt. So erhält der zweite Teil keinen eigenständigen Wert für die Rekonstruktion der lokalen Geschichte. 

## Edition
- Iohannis Chronicon Gradense, in: Georg Heinrich Pertz u. a. (Hrsg.): Scriptores (in Folio) 7: Chronica et gesta aevi Salici. Hannover 1846, S. 39–47 (Monumenta Germaniae Historica, Digitalisat)